# Férfi jégkorong-válogatottak az 1920. évi nyári olimpiai játékokon
Az első jégkorongtornát az olimpiák történetében az 1920. évi nyári olimpiai játékokon rendezték meg. 7 nemzet 60 sportolója vett részt az eseményen.

## Keretek

### Belgium(BEL)
- Maurice Deprez
- Paul Goeminne
- Jean-Maurice Goossens
- Paul Loicq
- Philippe Van Volckxsom
- Gaston Van Volxem
- François Vergult

### Csehszlovákia(TCH)
- Karel Hartmann
- Karel Kotrba (tartalék)
- Josef Loos (tartalék)
- Valentin Loos
- Jan Palouš
- Jan Peka
- Karel Pešek
- Josef Šroubek
- Otakar Vindyš
- Karel Wälzer
- edző: Adolf Dušek

### Egyesült Államok(USA)
- Raymond Bonney
- Anthony Conroy
- Herbert Drury
- Edward Fitzgerald
- Gerry Geran
- Moose Goheen
- Joseph McCormick
- Lawrence McCormick
- Frank Synott
- Leon Tuck
- Cyril Weidenborner
- menedzserek: Cornelius Fellowes, Ray Schooley

### Franciaország(FRA)
- Jean Chaland
- Pierre Charpentier
- Henri Couttet
- Georges Dary
- Jacques Gaittet
- Léon Quaglia
- Alfred de Rauch
- edző: Joseph Garon

### Kanada(CAN)
- Robert Benson
- Walter Byron
- Frank Fredrickson
- Chris Fridfinnson
- Magnus Goodman
- Haldor Halderson
- Konrad Johannesson
- Allan Woodman
- edző: Steamer Maxwell
- menedzserek: Lou Marsh, William Abraham Hewitt,
- elnök: Herbert Axford

### Svájc(SUI)
- Rodolphe Cuendet
- Louis Dufour
- Max Holzboer
- Marius Jaccard
- Bruno Leuzinger
- Paul Lob
- René Savoie
- Max Sillig

### Svédország(SWE)
- Wilhelm Arwe
- Erik Burman
- Seth Howander
- Abbe Jansson
- Georg Johansson-Brandius
- Einar Lindqvist
- Einar Lundell
- Hansjacob Mattsson
- Nils Molander
- David Säfwenberg
- Einar Svensson
- edző: Raoul Le Mat